# Емил Михайлов (историк)
Емил Михайлов е български медиевист, изследовател на средновековната руска история и университетски преподавател, професор доктор на историческите науки.

## Биография
Роден е през 1930 г. Преподавател е в Историческия факултет на Софийския университет „Св. Климент Охридски“. В научните му интереси се откроява Киевският период от руската история, както и славянската древност до Руската империя в началото на ХIХ в. Автор е на множество статии и студии по историческа и етническа география, изворознание, социални и икономически аспекти на средновсковната руска история. Особено място в творчеството му заемат изследванията за източните и южните славяни до края на Х век и руско-българските политически и културни връзки през Ранното средновековие. Автор е на книгите „Руси и българи през ранното Средновсковие (до 964 г.)“ и „Формирането на Кисвска Русия в историческата литература. Основни насоки и представители“. Умира на 25 август 2004 г.